# Eremothera refracta
Eremothera refracta là một loài thực vật có hoa trong họ Anh thảo chiều. Loài này được (S.Watson) W.L.Wagner & Hoch mô tả khoa học đầu tiên năm 2007.

## Hình ảnh

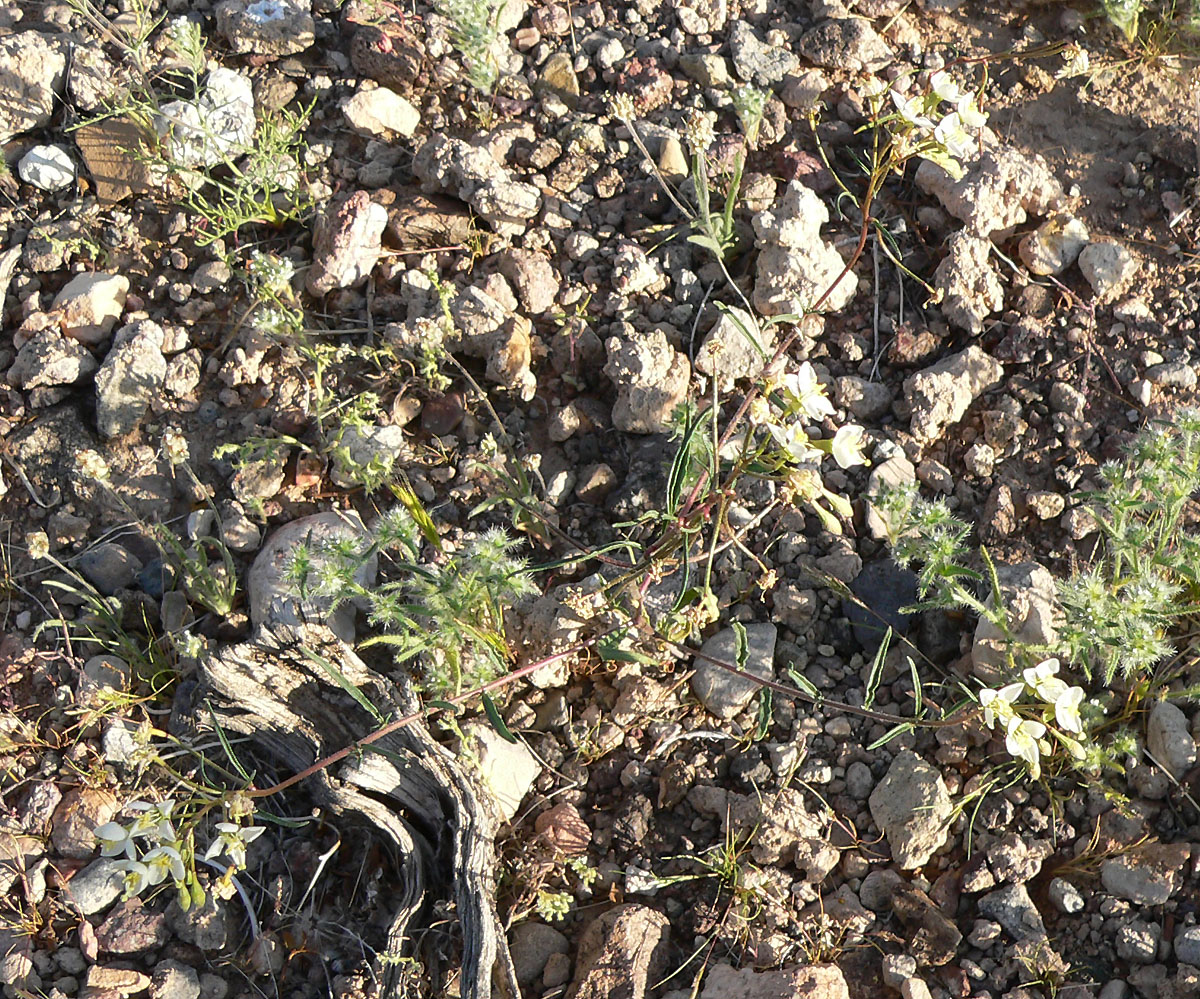
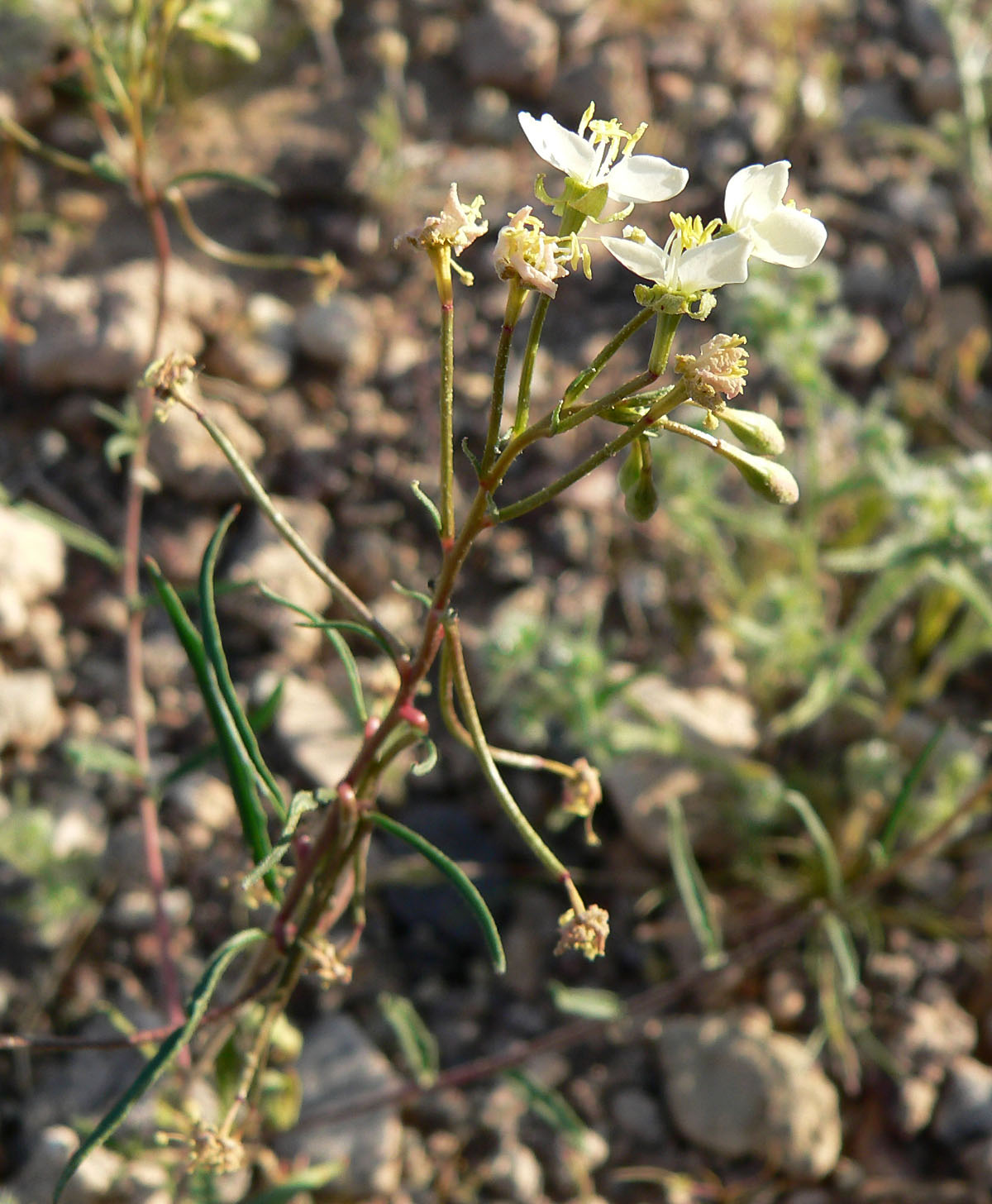
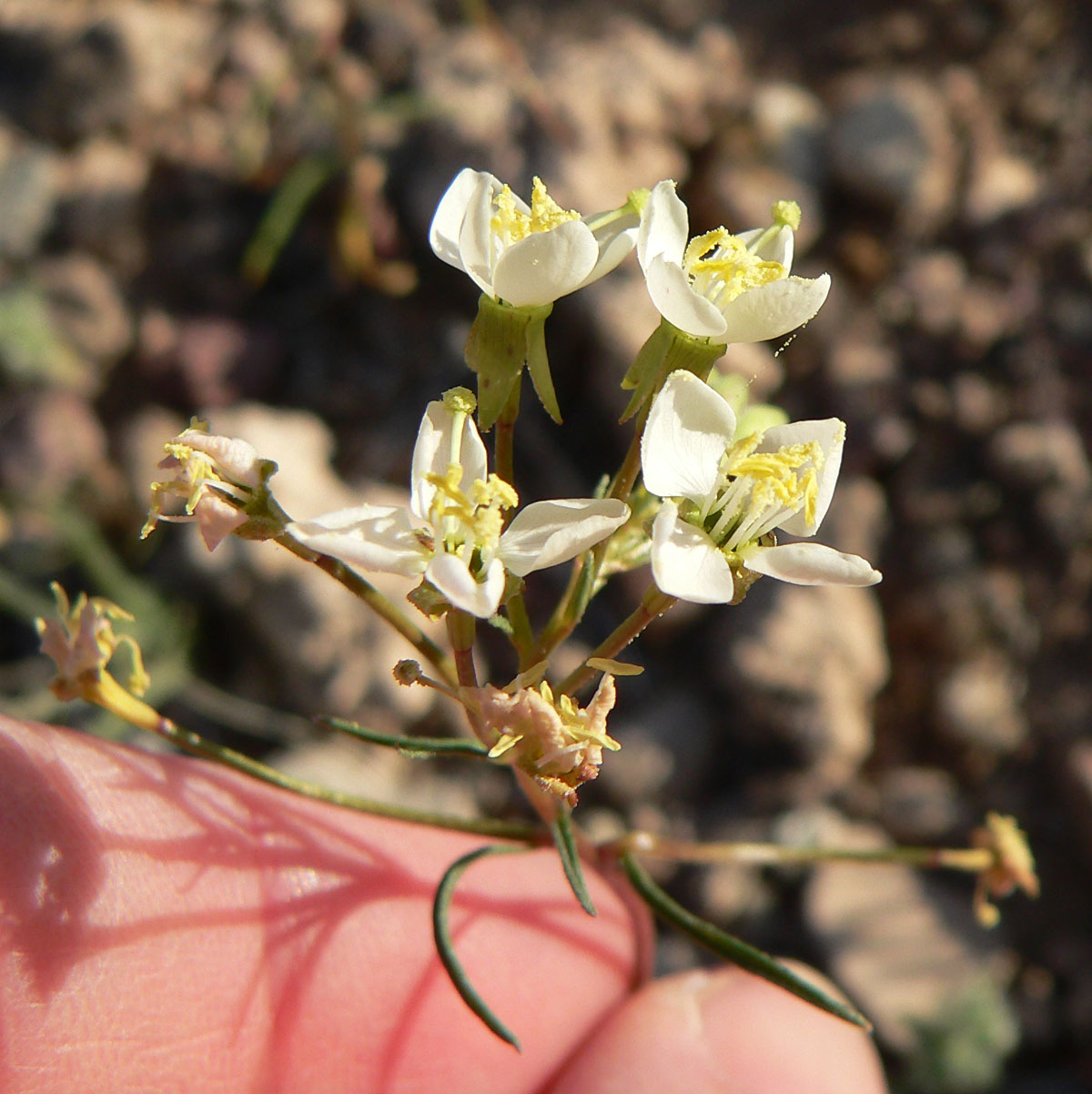
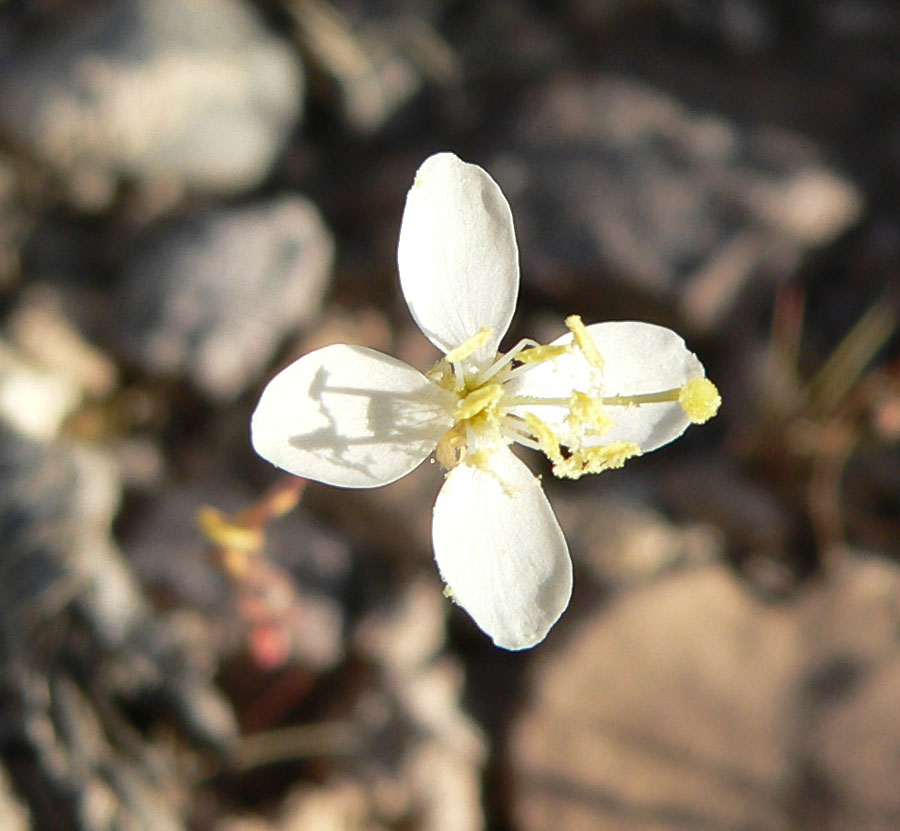